# Science-Fiction-Filme bis 1919
Die Liste der Science-Fiction-Filme bis 1919 gibt einen chronologischen Überblick über Kinoproduktionen, die im Zeitraum vom Beginn der Filmgeschichte bis 1919 in diesem Genre gedreht wurden. Da der Begriff Science-Fiction offiziell erst seit 1926 (siehe auch: Hugo Gernsback) genutzt wird, steht die aufgeführte Filmauswahl unter dem Vorbehalt der Rückklassifizierung. Bei der Nutzung ist zu beachten, dass ein Großteil der aufgeführten Filme sich mit artverwandten Genres aus dem Bereich der Phantastik wie Horror und Fantasy überschneidet, aber auch Komödie. Die Liste erhebt keinen Anspruch auf Vollständigkeit. Die Titel entsprechen im Fall verschiedener Benennungen dem Wikipedia-Lemma, die Namen der Regisseure der im jeweiligen Film angegebenen Form.
Die Titelauswahl entspricht den auf der Hauptseite Liste von Science-Fiction-Filmen präsentierten Forschungsansätzen von Ronald M. Hahn und Volker Jansen (Lexikon des Science Fiction-Films) und Thomas Koebner (Filmgenres: Science Fiction). Sammelquellen wie epd Film, Filmdienst und IMDb dienen als zusätzliche Orientierungshilfe, sind den genre-basierten Fachwerken jedoch thematisch unterstellt.

## 1897
| Titel           | Regie               | Produktionsland        |
| --------------- | ------------------- | ---------------------- |
| The X-Ray Fiend | George Albert Smith | Vereinigtes Königreich |

## 1898
| Titel              | Regie          | Produktionsland |
| ------------------ | -------------- | --------------- |
| Les rayons Röntgen | Georges Méliès | Frankreich      |

## 1901
| Titel                           | Regie          | Produktionsland |
| ------------------------------- | -------------- | --------------- |
| L’homme à la tête en caoutchouc | Georges Méliès | Frankreich      |

## 1902
| Titel                                     | Regie          | Produktionsland |
| ----------------------------------------- | -------------- | --------------- |
| Die Reise zum Mond Le voyage dans la Lune | Georges Méliès | Frankreich      |

## 1907
| Titel                                                      | Regie          | Produktionsland |
| ---------------------------------------------------------- | -------------- | --------------- |
| Deux cents milles sous les mers ou le cauchemar du pêcheur | Georges Méliès | Frankreich      |
| L’Éclipse du soleil en pleine lune                         | Georges Méliès | Frankreich      |

## 1908
| Titel              | Regie             | Produktionsland |
| ------------------ | ----------------- | --------------- |
| El hotel eléctrico | Segundo de Chomón | Spanien         |

## 1909
| Titel                                           | Regie           | Produktionsland        |
| ----------------------------------------------- | --------------- | ---------------------- |
| Der Luftkrieg der Zukunft The Airship Destroyer | Walter R. Booth | Vereinigtes Königreich |

## 1910
| Titel                         | Regie               | Produktionsland        |
| ----------------------------- | ------------------- | ---------------------- |
| The Aerial Submarine          | Walter R. Booth     | Vereinigtes Königreich |
| Frankenstein                  | James Searle Dawley | Vereinigte Staaten     |
| A Trip to Mars                | Ashley Miller       | Vereinigte Staaten     |
| Un matrimonio interplanetario | Enrico Novelli      | Königreich Italien     |

## 1911
| Titel                        | Regie           | Produktionsland        |
| ---------------------------- | --------------- | ---------------------- |
| The Aerial Anarchists        | Walter R. Booth | Vereinigtes Königreich |
| The Automatic Motorist       | Walter R. Booth | Vereinigtes Königreich |
| Little Moritz enlève Rosalie | Henri Gambard   | Frankreich             |
| The Pirates of 1920          | David Aylott    | Vereinigtes Königreich |

## 1912
| Titel                                             | Regie          | Produktionsland |
| ------------------------------------------------- | -------------- | --------------- |
| Die Entdeckung des Nordpols À la conquête du pôle | Georges Méliès | Frankreich      |

## 1913
| Titel | Regie           | Produktionsland                 |
| --- | --------------- | ------------------------------- |
| Amerika – Europa im Luftschiff                                                                                | Alfred Lind     | Deutsches Reich                 |
| Die außergewöhnlichen Abenteuer des Saturnino Farandola Le avventure straordinarissime di Saturnino Farandola | Marcel Fabre    | Königreich Italien / Frankreich |
| Die Eisbraut                                                                                                  | Stellan Rye     | Deutsches Reich                 |
| Der Herr der Welt                                                                                             | Rudolf del Zopp | Deutsches Reich                 |

## 1915
| Titel          | Regie          | Produktionsland |
| -------------- | -------------- | --------------- |
| Der Kraftmeier | Ernst Lubitsch | Deutsches Reich |
| Der Tunnel     | William Wauer  | Deutsches Reich |
| William Voss   | Rudolf Meinert | Deutsches Reich |

## 1916
| Titel                                                     | Regie           | Produktionsland    |
| --------------------------------------------------------- | --------------- | ------------------ |
| 20.000 Meilen unter dem Meer 20,000 Leagues Under the Sea | Stuart Paton    | Vereinigte Staaten |
| Die Entdeckung Deutschlands                               | Georg Jacoby    | Deutsches Reich    |
| Die große Wette                                           | Harry Piel      | Deutsches Reich    |
| Hoffmanns Erzählungen                                     | Richard Oswald  | Deutsches Reich    |
| Homunculus                                                | Otto Rippert    | Deutsches Reich    |
| Homunkulieschen                                           | Franz Schmelter | Deutsches Reich    |
| Das jüngste Gericht Verdens undergang                     | August Blom     | Dänemark           |
| Das lebende Rätsel                                        | Harry Piel      | Deutsches Reich    |
| Titanenkampf                                              | Joseph Delmont  | Deutsches Reich    |

## 1918
| Titel                                               | Regie                    | Produktionsland      |
| --------------------------------------------------- | ------------------------ | -------------------- |
| Alraune, die Henkerstochter, genannt die rote Hanne | Eugen Illés, Josef Klein | Deutsches Reich      |
| Das andere Ich                                      | Fritz Freisler           | Kaisertum Österreich |
| Das Himmelsschiff Himmelskibet                      | Holger-Madsen            | Dänemark             |
| Der Weltspiegel                                     | Lupu Pick                | Deutsches Reich      |

## 1919
| Titel                     | Regie                                                | Produktionsland        |
| ------------------------- | ---------------------------------------------------- | ---------------------- |
| Alraune und der Golem     | Nils Chrisander                                      | Deutsches Reich        |
| Die Arche                 | Richard Oswald                                       | Deutsches Reich        |
| The First Men in the Moon | Bruce Gordon                                         | Vereinigtes Königreich |
| Die Herrin der Welt       | Josef Klein, Joe May, Uwe Jens Krafft, Karl Gerhardt | Deutsches Reich        |
| Die letzten Menschen      | Richard Oswald                                       | Deutsches Reich        |
| Lilith und Ly             | Erich Kober                                          | Österreich             |
| Der Würger der Welt       | Ewald André Dupont                                   | Deutsches Reich        |